# 미국식민협회

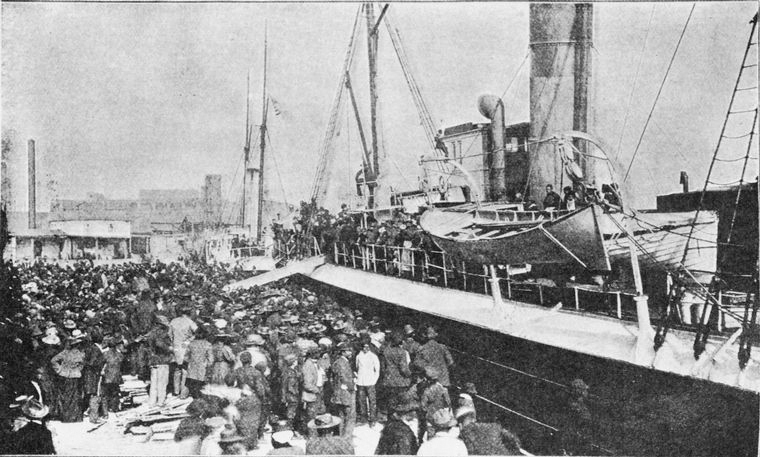

미국식민협회(American Colonization Society, ACS)는 노예 신분에서 해방된 흑인들을 아프리카로 재이주시키는 정책을 추진한 미국의 정치단체였다. 1816년 로버트 핀리(Robert Finley)에 의해 창설되어 노예 폐지론자들이나 여러 지지자들의 후원으로 라이베리아 건국 및 라이베리아로의 흑인 이주를 주도했다. 1964년에 공식적으로 해산되었다.

## 같이 보기
- 라이베리아
- 노예제 폐지운동